# Gare Titan Sud
Titan Sud (anciennement connue sous le nom de Gara 23 August) est une petite gare située à l'est de Bucarest, en Roumanie, près de la station de métro Republica et de l'usine Republica (anciennement usine du 23 août).

## Histoire
La gare a été construite en 1985 principalement pour desservir les trains de banlieue sur la ligne Bucarest-Oltenița. Depuis 2006, la gare ne dessert que quatre lignes de trains de banlieue, toutes reliant Oltenița. La station appartient à la Căile Ferate Române (CFR).